# Бранислав Анђелковић
Бранислав Анђелковић (Београд, 1961) српски је научник, музичар, археолог, египтолог и универзитетски професор. Он је ванредни професор на Филозофском Факултету Универзитета у Београду.

## Образовање
Анђелковић је завршио основне студије на Филозофском Факултету Универзитета у Београду 1988. године. Магистарски рад (Односи између Каанаца и Египћана до краја владавине Нармера) је одбранио на истом факултету 1994. године, а докторски (Еволуција герзешке културе: унутрашњи и спољашњи чиниоци) 2003. Професор му је био Сава Тутунџић, ког је доцније и заменио на Филозофском факултету.

## Научни рад
На Филозофском Факултету Универзитета у Београду почиње да ради као асистент-приправник од маја 1990. године, да би 1995. постао асистент. Од 2004. године је доцент, а од 2019. ванредни професор. Предавао је по позиву на Јејл универзитету 2009. године, где је, осим семинара, одржао и предавање Hegemony for Beginners: Egyptian Activity in the Southern Levant during the Second Half of the Fourth Millennium B.C..
Члан је неколико српских и интернационалних стручних организација, укључујући: Српско археолошко друштво (чланство 1986 – 2009; уредник Гласника српског археолошког друштва 2005 – 2008), International Association of Egyptologists (од 1988) и The American Schools of Oriental Research (од 2013). Од 2003. до 2009. године је био председник секције за археологију Блиског истока у Српском археолошком друштву. Члан је Етнолошко-антрополошког друштва Србије.
Између 1988. и 2022. године објавио је преко 80 научних и стручних радова, као и четири монографије, од којих је задњу "Археологија смрти: Ка разумевању старог Египта", публиковала београдска издавачка кућа Архипелаг, 2018.

## Уметност
Анђелковић је певач, гитариста, фронтмен и оснивач бенда Fetish Beat. Бенд је свој први албум са 21 песмом, Синтетика, издао 2010. године. Фотографије за албум је радио академски фотограф и предавач на Факултету примењених уметности, Владимир Татаревић. Анђелковићево уметничко име је Dr Fetish и лого бенда је стилизовани анк.
Други албум Crno објављен је 2017, и садржи  такође 21 нумеру. Са оба албума урађено је до сада шест видео спотова. Све текстове и музику написао је и компоновао Бранислав Анђелковић. Други албум Crno садржи унутар омота и својеврсну изложбу црно-белих фотографија, које је Анђелковић фотографисао у Њујорку.
Анђелковић је и аутор двадесет егзистенцијалистичко-филмских есеја.
Бранислав Анђелковић, објавио је и књигу поетике Маглени псалми тишине, у издању куће Инорог, Бор 2001.